# Claudine Dupuis
Claudine Dupuis (nascida Andrée Esther Chaloum; Paris, 1 de maio de 1924 — Lisieux, 26 de maio de 1994) foi uma atriz francesa. Ela estrelou como a "prostituta tagarela Manon" no filme Quai des Orfèvres de Henri-Georges Clouzot, em 1947. Outros filmes incluem Gli inesorabili (1950), Les pépées font la loi (1954), Les pépées font la loi (1955), La fierecilla domada (1956) e Cuatro en la frontera (1958). Foi casada com Alfred Rode.

## Filmografia selecionada
- François Villon (1945)
- Cargaison clandestine (1947)
- Beatrice Cenci (1956)